# Поневежский, Владимир Александрович
Владимир Александрович Поневежский (род. 31 октября 1951, Чкалов) — российский политик, депутат Государственной Думы Федерального Собрания Российской Федерации 6-го созыва. Заслуженный работник прокуратуры Российской Федерации (2015).

## Биография
Родился 31 октября 1951 в Оренбурге. Окончил Оренбургский сельскохозяйственный институт (1973), Всесоюзный юридический заочный институт (1978). С 1976 — стажер, с 1977 — следователь прокуратуры Промышленного района Оренбурга, с 1978 — старший следователь Джезказганской облпрокуратуры (Казахстан), с 1979 — помощник прокурора, следователь, старший следователь прокуратуры Промышленного района Оренбурга. С 1982 — старший следователь, с 1983 — прокурор-криминалист следственного управления Оренбургской облпрокуратуры. С 1985 — зампрокурора, с 1989 — прокурор Промышленного района Оренбурга. В 1996 возглавил Никулинскую межрайонную прокуратуру Москвы, с 2005 — прокурор ЗАО Москвы, с 2006 — зампрокурора Москвы. С 2008 — генпрокурор Республики Коми. Женат, сын, дочь. Выдвинут в депутаты госдумы 6-го созыва от ОНФ.

### Депутат Государственной думы
4 декабря 2011 года избран в Государственную думу 6-го созыва. Полномочный представитель Государственной Думы Федерального Собрания Российской Федерации в Верховном Суде Российской Федерации и Генеральной прокуратуре Российской Федерации. Член Комитета ГД по конституционному законодательству и государственному строительству. Член Комиссии ГД по контролю за достоверностью сведений о доходах, об имуществе и обязательствах имущественного характера, представляемых депутатами ГД.

## Награды
- Благодарность Правительства Российской Федерации (10 июля 2014 года) — за заслуги в законотворческой деятельности, направленной на решение стратегических задач социально-экономического развития страны[3].